# Itame fusca
Itame fusca är en fjärilsart som beskrevs av Barend J. Lempke 1952. Itame fusca ingår i släktet Itame och familjen mätare. Inga underarter finns listade i Catalogue of Life.